# Evan Handler
Evan Handler, född Chaim Handler 1961 i New York, är en amerikansk skådespelare och författare som bland annat gjort sig känd för karaktärerna Charlie Runkle i tv-serien Californication och Harry Goldenblatt i tv-serien Sex and the City.1996 blev han nominerad till Awards Circuit Community Awards för bästa skådespelarensambel i filmen Ransom. Handler drabbades i unga år av leukemi och det var under denna tid som han bytte namn från Chaim till Evan till följd av en judisk läkeritual.  Han har publicerat två böcker vid namn IT’S ONLY TEMPORARY: The Good News and The Bad News of Being Alive samt Time on Fire: My Comedy on Terrors. 